# اقتصاد مارکسی
اقتصاد مارکسی

(انگلیسی: Marxian economics) مکتبی اقتصادی برپایهٔ آثار کارل مارکس است که در آن بر نقش نیروی کار در توسعهٔ اقتصادی تکیه می‌شود و براساس آن توأم شدن افزایش جمعیت با تخصصی شدن نیروی کار عامل اُفت دستمزدها محسوب می‌شود و ارزش کالاها و خدمات به‌درستی هزینهٔ نیروی کار را آشکار نمی‌کند؛ این مکتب به رویکرد کلاسیک مبتنی بر نظریهٔ بهره‌وری و دستمزدهای آدام اسمیت نگاهی منتقدانه دارد.
اقتصاد مارکسی یا مکتب اقتصادی مارکس بر مجموع عقایدی دلالت می‌کند که ترسیم‌کننده پایه و اساس انتقادی به اقتصاد سیاسی کلاسیک است و اولین‌بار توسط کارل مارکس و فردریش انگلس مطرح شد. اقتصاد مارکسی به چندین نظریه متفاوت نسبت داده می‌شود و شامل چندین مکتب فکری است که گاهی باهم در تضاد هستند. در بسیاری از موارد آنالیز مارکسی به عنوان کامل‌کننده و متمم دیگر رهیافت‌های اقتصادی استفاده می‌شود. از آنجایی که لزوماً هرکسی که از لحاظ سیاسی مارکسیست است از لحاظ اقتصادی مارکسی نیست این دو صفت در کنار هم استفاده می‌شوند تا به جای هم و به عنوان مترادف.
اقتصاد مارکسی خود را با آنالیز بحران در سرمایه‌داری، نقش و توزیع مازاد تولید و مازاد ارزش در انواع مختلف سیستم‌های اقتصادی، طبیعت و اصل ارزش اقتصادی، تأثیر طبقات اجتماعی و نزاع طبقات بر فرایند اقتصادی و سیاسی بشدت درگیر می‌کند.
اقتصاد مارکسی، به خصوص در مجامع علمی، متمایز از مارکسیسم به عنوان یک ایدئولوژی سیاسی است همچنان که جنبه‌های دستوری تفکر مارکسیستی، با این ایده که «رویکرد اصلی مارکس برای فهمیدن اقتصاد و توسعه اقتصادی از لحاظ فکری از دفاع مارکس از سوسیالیسم انقلابی مستقل است» متمایز است. اقتصاددانان مارکسی به‌طور کامل متکی به دستاوردهای مارکس و دیگر مارکسیست‌های شناخته‌شده نشدند اما طیفی از منابع مارکسیستی و غیر مارکسیستی را استفاده کردند.
اگرچه مکتب مارکسی به عنوان یک مکتب هتردکس در نظر گرفته می‌شود اما ایده‌های برآمده از اقتصاد مارکسی به اقتصاد رایج در زمینه فهم اقتصاد جهانی کمک کرده‌است؛ بعضی از مفاهیم اقتصاد مارکسی، به خصوص آن‌هایی که مربوط به انباشت سرمایه و چرخه‌ها تجاری، برای مثال تخریب خلاقانه هستند، برای استفاده در نظام سرمایه‌داری قرار گرفته‌اند.
شاهکار مارکس در اقتصاد سیاسی Das Kapital (سرمایه: نقدی بر اقتصاد سیاسی) در سه مجلد بود که فقط جلد اول آن در زمان حیاتش به چاپ (۱۸۶۷) رسید و مابقی آن توسط فردریش انگلس از دست‌نوشته‌های مارکس انتشار یافت. یکی از کارهای اولیه مارکس، نقدی بر اقتصاد سیاسی، اکثراً در Das Kapital ثبت شده‌است، مخصوصاً در ابتدای جلد یک. دست‌نوشته‌های مارکس باعث آماده‌سازی برای نوشتن das capital شد که در سال ۱۹۳۹ تحت نام طرح اساسی چاپ شد. (ویکی لاتین)

## تاریخچه
در قرن نوزدهم و اوایل قرن بیستم نظام سرمایه‌داری علی‌رغم نظریه اسمیت به سوی سیستم انحصارات و رقابت انحصاری گرایش پیدا کرد. از سوی دیگر اجرای سیاست کلاسیک‌ها دربارهٔ آزادی کامل تجارت همراه با گرایش سرمایه‌داری انحصاری سبب شد که تمرکز سرمایه به وجود آید و کارفرمایان از آن برای بهره‌برداری از شیوه‌های فنی جدید استفاده کنند و مقدار تولید را افزایش دهند ولی در عین حال باعث شد که اقتصاد با نتایج نامطلوبی که از نظر اسمیت ممکن نیست رو به رو شود.
افزایش ساعات کار کارگران و به کار گماردن خردسالان شرایط نامناسبی در انگلستان به وجود آورده بود. گرچه سطح زندگی مردم در نتیجه بهره‌برداری از فنون جدید بالا رفته بود، تجمع سرمایه و بهره‌برداری انحصاری از آن باعث شد که توزیع درآمدها به طرزی نامساوی صورت گیرد. بدبینی مالتوس به آینده سرمایه‌داری در مکتب کلاسیک در آثار مارکس به شکل جدید احیا شد. بنظر مارکس مکانیسم تحولات اجتماعی و جبر تاریخ مبارزه طبقاتی است که زندگی اجتماعی را تحت تأثیر قرار می‌دهد.
مارکس از هدف سوسیالیست‌های خیالی مبنی بر از بین بردن اختلاف طبقاتی و ایجاد یک جامعه اشتراکی الهام می‌گیرد ولی با روش آن‌ها برای رسیدن به سوسیالیسم مخالف است.
به نظر مارکس کاپیتالیسم (سرمایه‌داری) دارای یک وظیفه اقتصادی است و آن صنعتی کردن جامعه است. با تکامل تاریخی خود این سیستم وظیفه خود را انجام می‌دهد و به تدریج تضادهای طبقاتی را به وجود می‌آورد. این تضادها که منجر به انقلاب کارگری می‌شود سرمایه‌داری را از بین می‌برد و سوسیالیسم را جانشین آن می‌کند.
مارکس سوسیالیسم خود را سوسیالیسم علمی می‌داند و معتقد است که سوسیالیست‌های خیالی هیچ گونه کمک علمی به درک تحولات اجتماعی نکرده‌اند؛ زیرا معتقدند که ممکن است مسیر تاریخ موافق سلیقه آن‌ها و بدون توجه به قوانین علمی تغییرات اجتماعی عوض شود. از این رو مارکس با طرح تئوری مخصوصی به نام تئوری توسعه اقتصادی سرمایه‌داری و تبدیل آن به سوسیالیسم خود را اولین سوسیالیست علمی تلقی می‌کند.
اساس مارکسیسم برای فرایند تکامل تاریخی بر مادی‌گرایی یا ماتریالیسم است. در این فلسفه هر تحول تاریخی ناشی از تغییراتی است که از ابزار تولید و نحوه یا روش تولید پدید می‌آید. از نظر مارکس هر جامعه از یک زیربنا و روبنا تشکیل شده‌است، زیربنای جامعه ماهیت مالکیت را نشان می‌دهد و طرز استفاده از ابزار تولید را مشخص می‌کند. روبنای جامعه سیستم سیاسی، اجتماعی و مذهبی را تشکیل می‌دهد. تغییرات روبنا ناشی از تغییرات زیربنا است. به عبارت دیگر یگانه عامل تحولات تاریخی همانا عامل اقتصادی است که خود ناشی از تکامل ابزار تولید و همچنین روابط اجتماعی حاصل از آن است. بدین ترتیب وضعیت اقتصادی هر جامعه تنها عاملی است که اوضاع سیاسی، اجتماعی، فکری و دیگر پدیده‌های اجتماعی را معین می‌سازد. وضعیت اقتصادی به نوبه خود عللی دارد که همان روش تولید، وضع نیروهای تولیدی و ابزار تولید است. ابزار تولید بر طبق تکامل و تضادهای خود حرکت تاریخی را به وجود می‌آورد.

## سیر تکامل
تاریخ از دیدگاه مارکس به وسیله استدلال دیالکتیک و کاربرد قانون تز، آنتی تز، سنتز و از طریق پیداش تضاد میان ابزار تولید و روابط تولیدی از مراحل جامعه‌های اولیه برده‌داری، فئودالیسم و سرمایه‌داری عبور کرده و به سوی سوسیالیسم و کمونیسم می‌رود:
1. جامعه اولیه: در این جوامع (کمون اولیه) شیوه اشتراکی تولید و توزیع اولین سازمان اجتماعی بوده که با گذشت زمان انسان‌های نخستین به تدریج به ابزارهای تولید بهتر دست یافتند و با رشد نیروهای تولیدی مالکیت خصوصی پدیدار گردید. بدین ترتیب گروهی بر گروه دیگر تسلط یافت و عصر برده‌داری و بردگی آغاز گردید.
2. نظام برده‌داری: در این دوران تضاد میان روابط تولیدی و نیروهای تولیدی شروع شد بدین معنی که نظام اجتماعی برده‌داری به عنوان نیروهای تولیدی بهره‌کشی می‌کرد. برده‌داران مالکیت کامل ابزار تولید و بردگان (نیروهای تولید) و همه محصول آن‌ها را در دست داشتند. سرانجام شورش بردگان شیوه بردگی را در هم کوبید و سیستم جدیدی را به نام فئودالیسم به وجود آورد.
3. نظام فئودالی: در این نظام دو طبقه اجتماعی ارباب و رعیت به وجود آمد. شیوه تولید این عصر از شیوه بردگی پیشرفته‌تر بود چون از یک طرف صنایع دستی پیشرفت کرد و از طرف دیگر ابزار و ماشین‌های تازه‌ای اختراع شد. در قرن شانزدهم با اکتشافات جغرافیایی (قاره آمریکا و راه هند) و با گسترش بازرگانی بین‌الملل تقاضا برای کالاهای مختلف بالا رفت ولی نظام اقتصادی فئودالیسم با شرایط اقتصادی که داشت نمی‌توانست پاسخگوی این تقاضاها باشد تا اینکه صنایع ماشینی جای صنایع دستی را گرفت و کارخانجات احداث گردید. تضاد بین نیروهای تولیدی جدید و روابط تولیدی قدیم عصر فئودالیسم را به پایان رسانید و باعث شد که سرمایه‌داری جایگزین آن گردد.
4. سرمایه‌داری: در سرمایه‌داری دو طبقه سرمایه‌دار و کارگر ظاهر می‌شوند. سرمایه‌داران مالک زمین و ابزار تولید هستند ولی کارگران برای امرار معاش باید کار کنند. از آنجا که جامعه سرمایه‌داری بر انگیزه سود استوار است سرمایه‌داران در وضعی قرار می‌گیرند که می‌توانند کارگران را استثمار کنند بدین معنی که تولید توسط هزاران کارگرانی که در کارخانه‌ها به کار اشتغال دارند انجام می‌گیرد، حال آنکه محصول کار آن‌ها به صورت سود به جیب سرمایه‌گذاران می‌رود. تضاد ماهوی سرمایه‌داری با ایجاد بحران‌های اقتصادی و بیکاری به مبارزه طبقاتی منجر می‌گردد و سرانجام کارگران به شورش دست می‌زنند و سوسیالیسم به وجود می‌آید.
5. سوسیالیسم: در سوسیالیسم مالکیت شخصی و استثمار کارگران از میان می‌رود و توزیع بر مبنای کمیت و کیفیت کار انجام می‌گیرد. از نظر مارکس سوسیالیسم یک نظام اقتصادی موقتی قبل از کمونیسم می‌باشد و استدلال او در این زمینه شامل سه دلیل است: اولاً در سوسیالیسم دیکتاتوری پرولتاریا یا کارگران به وجود می‌آید دوم آنکه گرچه اقتصاد قبل از رسیدن به سوسیالیسم در سرمایه‌داری صنعتی شده‌است با این وجود هرگاه در این مرحله تنگاهای اقتصادی پدید آید وظیفه اقتصادی سوسیالیسم ایجاب می‌کند که این مضیقه‌ها را برطرف سازد. سوم آنکه بشر خود را باید از نظر روحی برای کمونیسم آماده کند. به عبارت دیگر بشر باید خود را قانع کند که به جای مالکیت خصوصی، سطح زندگی بالا برای عده معدودی از مردم، توزیع غیرعادلانه درآمد و استثمار کارگران که در سرمایه‌داری وجود دارد کمونیسم بهتر است، زیرا در این نظام اقتصادی مالکیت اشتراکی است و لذا با اینکه سطح زندگی در اقتصاد پایین‌تر است اختلاف طبقاتی از بین رفته و زندگی بهتری برای همه به وجود می‌آید.
6. کمونیسم: در این سیستم جامعه اقتصادی در حد نهایی خود صنعتی است و در آن فقط یک طبقه اجتماعی یعنی کارگر فعالیت می‌کند و از این رو امکان ایجاد تضاد طبقاتی از نظر مارکس وجود ندارد.[۳]

نظریه ارزش مبادله ریکاردو برای مارکس منبع الهام بود که طبق آن اجناس غیرقابل تکثیر می‌باشند و چون عرضه آن‌ها ثابت است لذا قیمت آن‌ها به وسیله عامل کمیابی تعیین می‌شود؛ ولی چون اکثر اجناس قابل تکثیراند ارزش مبادله آن‌ها به وسیله مقدار نیروی کاری که در آن بکار رفته‌است تعیین می‌شود. دستمزد تنها هزینه‌ای است که قیمت را تعیین می‌کند. بهره مالکانه به جای آنکه قیمت را تعیین کند به وسیله قیمت تعیین می‌شود. سود هم اثری بر قیمت ندارد، زیرا نسبت سرمایه به کار در جریان تولید ثابت می‌ماند.
مارکس با الهام از نظریه ریکاردو خصوصیت مشترک کالاها را کار انجام شده در آن‌ها می‌داند و معتقد است که ارزش مبادله ناشی از کار است و انحراف آن را در نتیجه تغییر شرایط عرضه و تقاضا در بازار تعبیر می‌نماید. پس ارزش یک کالا به وسیله مدت کار لازم برای آن تعیین می‌گردد و نتیجتاً نیروی کار منبع اصلی ارزش اقتصادی را تشکیل می‌دهد.
در سیستم مارکس همانند تجزیه و تحلیل ریکاردو قیمت طبیعی کار همان سطح معیشتی دستمزد واقعی است که دقیقاً امکان بقا و تولید مثل را برای کارگران فراهم می‌سازد.
چون نیروی کار منبع تمام ارزش‌های مبادله یا اقتصادی است هنگامی که کارگران در وصول ارزش تمام محصول توفیق نیابند استثمار به وجود خواهد آمد. تفاوت میان محصول کل و قیمت عرضه کار نشان دهنده ارزش اضافی است که به وسیله سرمایه‌داران که صاحبان ابزار تولید غیرانسانی نظیر کالاهای سرمایه‌ای، ابزار تولید و زمین هستند تصاحب می‌گردد.
مارکس سرمایه را کار متبلور می‌داند و به همین دلیل سود کارفرما را ارزشی می‌داند که از کارگر ربوده شده. سرمایه و مواد اولیه که در فرایند تولید مورد استفاده قرار می‌گیرند به عنوان نیروی کار متراکم شده از دوره‌های قبلی محسوب می‌شود.
مارکس در جایی می‌نویسد: «سرمایه در مواردی که در آن میزان سود پایین است خارج می‌شود و به امکاناتی که در آن این میزان بالا است انتقال می‌یابد. این جریان آنقدر ادامه می‌یابد تا توزیع سرمایه با برابری عرضه و تقاضای آن در تعادل قرار گیرد و از آن میزان سودی به دست آید که به‌طور متوسط برای تمام صنایع یکسان باشد و در نتیجه ارزش‌ها به قیمت‌های تولید تبدیل گردد.»

## نظریه فقدان مصرف
بر خلاف تئوری مالتوس و ریکاردو کاهش در دستمزد ناشی از فشار جمعیت نیست بلکه فزونی دائمی عرضه نیروی کار بر تقاضای آن که از نظر مارکس شرط عادی اقتصاد سرمایه‌داری است علت اصلی این کاهش به‌شمار می‌آید.

## مسئله انحصارات در سرمایه‌داری
تراکم سرمایه پس از شروع به صورت یک فرایند خودافزا در می‌آید. بر اثر افزایش ثروت تمرکز ظاهر می‌گردد و تولید به وسیله عده معدودی از تولیدکنندگان انجام می‌گیرد. این شرایط سرمایه‌داری بالغ را برای ظهور انحصارات آماده می‌نماید. انحصارات در سرمایه‌داری مارکس از دو نظر اقتصادی و اجتماعی شایان بررسی است:
از نظر اقتصادی با ظهور انحصارات و در نتیجه تجمع سرمایه در دست انحصارگران، تقاضای نیروی کار کاهش می‌پذیرد و رقم بیکاری را که به وسیله تراکم سرمایه همراه با پیشرفت فنی سرمایه‌داری به وجود آمده‌است بالا می‌برد. از طرف دیگر بر اثر تمرکز ثروت انحصارگران در وضعی قرار می‌گیرند که می‌توانند با "سرمایه‌گذاری‌های ابداعی" سود خود را بالا ببرند. با این عمل گرچه در شرایط ثبات جمعیت رشد اقتصادی افزایش می‌یابد ولی در درجه اول توزیع درآمد غیرعادلانه می‌شود و در درجه دوم بیکاری بیشتری حاصل می‌گردد زیرا سرمایه‌گذاری مزبور معمولاً سرمایه‌بر و کاراندوز است. پس ملاحظه می‌شود که انحصارات با اینکه به سرمایه‌گذاری بیشتر و رشد اقتصادی بالاتر کمک می‌کنند ثبات اقتصادی را نیز از بین می‌برند.
از نظر اجتماعی تمرکز سرمایه و پیشرفت انحصارات موجب "اجتماعی کردن نیروی کار" و تولید می‌شود. بازار کار با پیشرفت تکنولوژی، تمرکز ثروت و توسعه انحصارات در "سرمایه‌داری بالغ" حالت جمعی و تعاونی به خود می‌گیرد چنان‌که بر اثر ظهور شرکت‌های بزرگ سهامی، مدیریت از مالکیت جدا می‌شود و سود شخصی تولیدکنندگان با سرمایه‌گذاری مجدد در این شرکت‌ها به "مالکیت اجتماعی" تبدیل می‌گردد. انحصارات نیز ترتیب کار و تولید را اجتماعی می‌نمایند. این تغییرات نیروی کار را اجتماعی می‌کند ولی به نظر مارکس این پدیده یک "حالت مجازی" است بدین معنی که اکثر کارگران برای معدودی از شرکت‌های سهامی بزرگ کار می‌کنند ولی چون مالکیت شخصی ابزار تولید را ندارند از تولید خود جدا می‌باشند و به وسیله سهام‌داران سرمایه‌دار استثمار می‌گردند. حال آنکه در سوسیالیسم "نیروی کار اجتماعی شده" "حالت حقیقی" است زیرا با مالکیت اشتراکی ابزار تولید کارگران مطمئن هستند که جامعه بر روی هم از محصول کار آن‌ها استفاده می‌کند. مارکس معتقد است که در این وضعیت سرمایه‌داری یک قدم از سوسیالیسم عقب می‌باشد و آن مرحله انقلاب کارگری است. شرایط اقتصادی و اجتماعی سرمایه‌داری کارگران را از هر نظر استثمار کرده‌است: در جامعه سرمایه‌داری انحصاری صنعتی، چون سرمایه‌ها نزد عده کمتری متمرکز می‌گردد و تعداد کارگر بسیار و شمار کارفرما کم می‌باشد در نتیجه پیشرفت فنی و تمرکز ثروت "ارتش ذخیره صنعتی از بیکاران " به حد نهائی خود می‌رسد. میزان مصرف جامعه به علت پایین بودن قدرت خرید واقعی کارگران با تولید هماهنگی ندارد و قسمتی از کالاهای تولید شده به علت محدود بودن بازار به فروش نمی‌رود. در نتیجه عده جدیدی از کارفرمایان صنعتی ورشکست می‌شوند و به طبقه کم‌درآمد جامعه می‌پیوندند. این وضعیت موجب فلاکت کارگران می‌شود.

## مسئله فلاکت کارگران
طبق قانون «افزایش فقر طبقه کارگر» تراکم سرمایه همراه با تمرکز آن و رشد سطح تولید واقعی باید منجر به کاهش سهم نسبی دستمزد در محصول کل و افزایش برابر در سهم سود گردد؛ ولی نکته مهم این است که آیا سرمایه‌داران می‌توانند ازین سود بهره‌برداری نمایند؟ جواب مارکس در این باره منفی است چون علل افزایش فقر طبقه کارگر در درجه اول ناشی از ناتوانی دستمزد واقعی در ترقی با درآمدهای حاصل از قابلیت تولید در فرایند تراکم سرمایه و در درجه دوم ناشی از بیکاری عظیمی است که در نتیجه ترقی فنی به وجود می‌آید. بر اثر این عوامل محصول کل بخاطر عدم کفایت تقاضای کل به فروش نمی‌رسد. این وضع تا زمان شورش کارگران علیه سرمایه‌داری ادامه می‌یابد.
استثمار کارگران به نظر مارکس از قرار گرفتن کارگران بین «تضادهای عینی» و «تضادهای ذهنی» سرمایه‌داری به وجود می‌آید. تضادهای عینی ناشی از روابط اجتماعی است که نحوه سرمایه‌داری تولید به وجود می‌آورد به عبارت دیگر از آنجا که در سرمایه‌داری روابط تولیدی بر مبنای مالکیت خصوصی استوار است این روابط منجر به استثمار یکایک کارگران می‌گردد.
از طرف دیگر از آنجا که شکل توزیع ثروت در سرمایه‌داری بخاطر مالکیت خصوصی غیرعادلانه است این وضعیت با ظهور انحصارات و شرکت‌های سهامی بزرگ به وخامت بیشتری می‌گراید به نظر مارکس توزیع غیرعادلانه ثروت و شیوه تولید انبوه در سرمایه‌داری، کارگران را در حالت «بیگانگی» قرار می‌دهد. این حالت به سه صورت دیده می‌شود: اول آنکه بخاطر عدم تنوع در کار و پیدایش «ارزش اضافی» کارگران نسبت به تولید خود بیگانه‌اند دوم آنکه چون کارگران از تولید خود جدا هستند و در سرمایه‌داری صنف‌های کارگری آلت دست سرمایه‌داران می‌باشند و منافع کارگران در نظر گرفته نمی‌شود اینان نسبت به همکاران خود بیگانه می‌باشند. سوم آنکه به نظر مارکس چون کارگران به دو صورت بالا استثمار می‌شوند از بشریت جدا هستند.
بیگانگی کارگران از نظر مارکس نمایشگر «تضادهای ذهنی» سرمایه‌داری است. این وضعیت به تدریج موجب «آگاهی ذهنی» کارگران نسبت به مسائل اقتصادی و اخلاقی پیرامون خود می‌گردد و آن‌ها را به سوی انقلاب رهنمون می‌نماید.

## خصوصیات سوسیالیسم
در جامعه سوسیالیستی مالکیت همگانی است و شیوه تولید بر آن استوار است. بر اثر نابودی مالکیت شخصی استثمار از بین می‌رود و توزیع درآمد بر اساس کار انجام می‌گیرد بدین معنی که هرکس بر حسب کمیت و کیفیت کار خود درآمد دریافت می‌کند.
به نظر مارکس تکامل سوسیالیسم به کمونیسم به چند عامل بستگی دارد: نخست هنگامی کمونیسم چهره حقیقی خود را نشان خواهد داد که "دیکتاتوری پرولتاریاً در وهله اول در سوسیالیسم حکومت را به دست گرفته و طبقات سرمایه‌دار و مالک را از بین برده و ایدئولوژی آن‌ها را محو کرده باشد و در وهله دوم اموال تولیدی مانند ماشین‌آلات و زمین را به مالکیت اجتماعی درآورد. دوم آنکه در نظام کمونیستی دولت که از نظر مارکس آلت دست سرمایه‌داران به منظور ایراد فشار بر طبقه کارگر است از بین می‌رود. در این مورد انگلز دقیقاً می‌گوید "دولت ملغی نمی‌شود بلکه می‌میرد. سوم آنکه مظاهر دیگر سرمایه‌داری مانند پول و مالیات از بین رفته و اصل "از هرکس به اندازه استعدادش و به هرکس مطابق کارش" که شعار سوسیالیسم است به اصل "به هرکس به اندازه نیازش" تبدیل می‌شود.